# 九龍中聯網

九龍中聯網標誌

九龍中聯網（全稱九龍中醫院聯網）是香港醫院管理局的地區性醫院聯網，負責服務油尖旺區、黃大仙區及九龍城區地區約110萬人口；現任總監為張復熾醫生。

## 醫院
九龍中聯網轄下由10間醫院及醫療機構組成，其中3間是全科醫院，並設有13間普通科門診診所。

### 全科醫院
- 伊利沙伯醫院：大型區域性全科醫院，提供24小時全面醫療服務，設有急症服務。
- 廣華醫院：大型地區性醫院，提供全面急症服務，設有中醫診所，設有急症服務。
- 啟德醫院（預計於2026年起陸續啟用）：興建中的大型區域性全科醫院，將取代伊利沙伯醫院提供24小時全面醫療服務，設有急症服務。

### 專科醫院
- 九龍醫院：多種專科醫院，提供精神科、康復科和呼吸內科的急症及延續護理服務，以及療養護理和社區外展服務。
- 聖母醫院：非緊急醫院，提供不同專科的非緊急服務。
- 東華三院黃大仙醫院：延續護理醫院，提供復康及胸肺科服務。
- 香港佛教醫院：社區醫院，設有普通科和延續護理服務。
- 香港眼科醫院：提供眼科的專科服務醫院。
- 香港兒童醫院：專科醫院，提供全港性的兒科服務，負責接收香港各區的第三層醫療轉介。[2]。

### 醫療機構
- 香港紅十字會輸血服務中心：為全港醫院提供血液及血液製品。

## 服務
截至2024年3月31日，聯網共提供6,076張病床，包括5,361張普通科（急症及康復）病床、250張療養科病床以及465張精神科病床。

## 歷史
醫院管理局（醫管局）於1992年提出的醫院聯網規劃，早期的聯網組成始於1994年，以醫院為本設立了8個聯網，當時九龍中聯網包括伊利沙伯醫院、九龍醫院及香港佛教醫院。經過發展及新聯網管理方式的試行後，醫管局大會在2001年正式採用7個按地區人口重組的醫院聯網，重組後的九龍中聯網涵蓋油尖區及九龍城區。
香港紅十字會輸血服務中心於2009年首季在九龍中聯網成立造血幹細胞收集中心。
鑑於一直有不少意見反映醫院管理局的人事管理及資源運用方面分配不均，又被質疑資源有否按照地區人口或者人口年齡組別而作出分配等等。2013年成立的醫院管理局檢討督導委員會就此作出全面檢討，並於2015年年中發表報告，提出10項主要建議，透過優化聯網劃界及資源分配模式等措施，縮短病人輪候時間，並協助醫管局應對人口老化及慢性病患增多等挑戰。檢討發現九龍中聯網62%的住院病人來自區外（尤其黃大仙區54%），且油尖旺區因分割於九龍中及九龍西聯網，影響持續護理。為此，醫管局決定將原屬九龍西聯網的黃大仙區及旺角區劃入九龍中聯網，納入廣華醫院、東華三院黃大仙醫院及聖母醫院，並考慮啟德發展區新急症醫院的未來整合。此重組旨在減少跨網求診（區外病人比例從62%降至30%）、提升縱向整合，並平衡服務人口與病床數。預計屆時被納入九龍中聯網的醫院和醫療機構將會由6間增加至10間，組成一個大型聯網，以取代九龍西聯網當前的領導地位，亦能夠理順服務及令到資源分配更為準確。2016年12月1日，九龍中聯網和九龍西聯網行政重組正式實施。而病人臨床醫療服務的重組，則於2017年4月1日後，在確保相關系統及支援服務已完全就緒後才會分階段進行，以減低重組可能對病人造成的任何不便。